# غياث الدين خوارزم شاه
السلطان غیاث الدین پیرشاه کان السطان الثامن لسلالة أنوشتكين. وعند انسحاب المغول من شمال فارس، تمكن من الاستيلاء على قسم من خراسان وکومش والري وآراك. قسَّم السطان محمد الدولة الخوارزمية إلى أربعة أقاليم، وأعطى كل واحد من هذه الأقاليم الأربعة إلى أحد أبنائه، فجعل غياث الدين حاكمًا للأقاليم الجنوبية من الدولة وتشمل كرمان ومكران.